# Gisela Lindemann
Gisela Emmy Marianne Lindemann, geborene Möller (* 22. April 1938 in Oranienburg; † 24. Juli 1989) war eine deutsche Literaturkritikerin, Literaturwissenschaftlerin und Rundfunkredakteurin, die unter anderem für die Zeit und den NDR tätig war. Sie kam 1989 bei einem Bergunfall in der Schweiz ums Leben.

## Leben und Werk
Gisela Möller wurde in Oranienburg bei Berlin geboren und wuchs im sächsischen Dölitzsch (Geithaim) auf. Nach dem Besuch der Oberschule studierte sie Germanistik, Geschichte, Philosophie und Pädagogik in Göttingen und Tübingen, wo sie mit einer Arbeit über den Dichter Jean Paul 1968 promoviert wurde.
Ab 1966 arbeitete sie als Redakteurin beim Norddeutschen Rundfunk im Funkhaus Hannover in der Abteilung „Kulturelles Wort“. Lindemann betreute unter anderem die Sendereihen „Journal 3 – Für Kultur und Kritik“, „Autoren lesen im Funkhaus Hannover“, und „Neue Texte“. In den zwei Jahrzehnten ihrer Redaktionszugehörigkeit machte sie mit ihrem Engagement und ihrer Kompetenz das Funkhaus zu einem Bezugs- und Anziehungspunkt für Autoren aus allen deutschsprachigen Ländern. Zu den wichtigsten Autoren, die Gisela Lindemann als Rundfunkredakteurin und Literaturwissenschaftlerin betreute, gehörte Jean Améry.
Anfang 1976 gab sie bei Améry ein Radio-Essay für den Norddeutschen Rundfunk in Auftrag mit dem vorläufigen Titel Der ehrbare Antisemitismus. Lindemann konfrontierte Amérys Arbeit mit Erich Frieds israelkritischem Widerruf Ist Antizionismus Antisemitismus?, indem beide Texte trotz redaktioneller Einwände in einer Gegenüberstellung gesendet wurden. Die Kontroverse wiederholte sich 1982, als Lindemann nach Amérys Tod aus dessen Nachlass den Aufsatzband Weiterleben – aber wie? herausgab und darin erneut sowohl Amérys Text Der ehrbare Antisemitismus als auch Frieds Widerruf abdruckte, was später als fragwürdige Editionspraxis gerügt wurde. Zahlreichen Autoren aus der DDR bot Lindemann mit Lesungen, teils aus bisher ungedruckten Werken, ein breites Forum im westlichen Rundfunk. So auch Franz Fühmann, der ihr seine Erzählung Der Traum von Sigmund Freud widmete.
Die bis dahin unbekannte DDR-Schriftstellerin Brigitte Burmeister wurde von Lindemann „entdeckt“. Zur Jurorin für den „Kunstpreis Berlin“, den die Akademie der Künste vergibt, wurde Lindemann zweimal berufen. Den Förderpreis Literatur für das Jahr 1981 vergab sie in Absprache mit ihren Mitjuroren Günter Kunert und Gabriele Wohmann an den Schriftsteller Kurt Bartsch. 1988 erwählte sie zusammen mit Eugen Gomringer und Heiner Müller den österreichischen Schriftsteller Christoph Ransmayr als Preisträger.
Gisela Lindemann kam bei einer Bergwanderung in der Schweiz am 24. Juli 1989 tragisch ums Leben.

## Werke
Eigene Werke
- Phantasie und Humor. Zum Verhältnis von Ästhetik und Dichtung bei Jean Paul. Göttingen 1968 (Hochschulschrift)
- Fantaisie und Phantasie. Zu einer Szene in Jean Pauls Roman „Siebenkäs“. In: Jean Paul. Herausgegeben von Heinz Ludwig Arnold (Sonderband text + kritik), 2. Auflage, Edition text + kritik, München 1974, S. 49–59.
- Ilse Aichinger. Beck, München 1988, ISBN 3-406-32276-X.

Herausgeberschaft (Auswahl)
- Deutsche Selbstbiographien aus drei Jahrhunderten. Ausgewählt und eingeleitet von Gisela Möller. Verlag C. H. Beck, München 1967.
- Friederike Mayröcker: Ein Lesebuch (= suhrkamp taschenbuch; 548). Herausgegeben und eingeleitet von Gisela Lindemann. Suhrkamp Taschenbuch Verlag, Frankfurt am Main 1979, ISBN 3-518-37048-0. (Darin von Lindemann: Das Licht am Ende des Tunnels. Versuch über das Werk der Friederike Mayröcker. S. 7–17; Editorische Notiz, S. 331 f.)
- Sowjetliteratur heute (= Beck’sche Schwarze Reihe. Band 188). Verlag C. H. Beck, München 1979, ISBN 3-406-06788-3. (Darin von Lindemann: Vorwort, S. 7–10.)
- Jean Améry: Bücher aus der Jugend unseres Jahrhunderts. Mit einem Vorwort von Gisela Lindemann. Klett-Cotta, Stuttgart 1981, ISBN 3-12-900311-8. (Darin von Lindemann: Des Häftlings letzte Pflicht war der Tod. Versuch über Jean Améry, S. 7–23.)
- Jean Amery: Weiterleben – aber wie? Essays 1968–1978. Herausgegeben und mit einem Nachwort versehen von Gisela Lindemann. Klett-Cotta, Stuttgart 1982, ISBN 3-608-95075-3. (Darin von Lindemann: Nachwort, S. 304–315.)
- Hubert Fichte: Die Geschichte der Empfindlichkeit. Band II: Der Kleine Hauptbahnhof oder Lob des Strichs. Roman. Herausgegeben von Gisela Lindemann. S. Fischer, Frankfurt am Main 1988, ISBN 3-10-020714-9.
- Hubert Fichte: Die Geschichte der Empfindlichkeit. Band IV: Eine Glückliche Liebe. Roman. S. Fischer Verlag, Frankfurt am Main 1988, ISBN 3-10-020716-5.
- Hubert Fichte: Die Geschichte der Empfindlichkeit. Band VI: Der Platz der Gehenkten. Roman. Herausgegeben mit Leonore Mau. S. Fischer Verlag, Frankfurt am Main 1989, ISBN 3-10-020718-1.
- Hubert Fichte: Die Geschichte der Empfindlichkeit. Band XV: Forschungsbericht. Roman. S. Fischer Verlag, Frankfurt am Main 1989, ISBN 3-10-020722-X.
- Hubert Fichte: Die Geschichte der Empfindlichkeit. Paralipomena 4 – Schulfunk. Hörspiele. S. Fischer Verlag, Frankfurt am Main 1988, ISBN 3-10-020717-3.
- Deutsche Lyrik von den Anfängen bis zur Gegenwart. Band 9 – Gedichte 1900–1960. Nach den Erstdrucken in zeitlicher Folge herausgegeben von Gisela Lindemann. Deutscher Taschenbuch Verlag, München 2001, ISBN 3-423-59052-1. (Darin von Lindemann: Einleitung, S. 5–27.)

Artikel (Auswahl)
- Poetische Phantasie. Ilse Aichinger: „Verschenkter Rat“. In: Die Zeit. 20. Oktober 1978 (zeit.de).
- Ich wohne nicht, ich lebe. Das Werk der Rose Ausländer. In: Die Zeit. 7. April 1978 (zeit.de).
- Der Ton des Verratenseins. Zur Werkausgabe der Ingeborg Bachmann. In: Die neue Rundschau. 90. Jg. 1979, S. 269–274.
- Ohne Verzweiflung müßten wir alle verzweifeln. Zum sechzigsten Geburtstag von Erich Fried. In: Freibeuter. Vierteljahreszeitschrift für Kultur und Politik. Redaktion: Klaus Wagenbach, Barbara Herzbruch. Freibeuter Verlag/Verlag Klaus Wagenbach, Berlin, Heft 7, I. Quartal 1981, ISSN 0171-9289, S. 5–13.
- Des Kaisers alte neue Kleider. Über Irmtraud Morgners Roman „Amanda“ und einiges mehr. In: Die Zeit. Nr. 30/1983 vom 22. Juli 1983, Literatur, S. 34.
- Friederike Mayröcker. Texte 1944–1982. Eingeleitet und kommentiert von Gisela Lindemann. In: text + kritik. Zeitschrift für Literatur. Herausgegeben von Heinz Ludwig Arnold. Nr. 84 vom Oktober 1984 (Friederike Mayröcker), Edition text + kritik, München 1984, ISBN 3-88377-179-1, S. 1–30.
- Eine Art zu leben. In: text + kritik. Zeitschrift für Literatur. Herausgegeben von Heinz Ludwig Arnold. Nr. 84 vom Oktober 1984 (Friederike Mayröcker), Edition text + kritik, München 1984, ISBN 3-88377-179-1, S. 34–42 (Laudatio zur Verleihung des Literaturpreises der Stadt Bad Gandersheim am 8. Oktober 1982 in Frankfurt an Friederike Mayröcker).
- In Grazie das Mörderische verwandeln. Ein Gespräch mit Hubert Fichte zu seinem roman fleuve „Die Geschichte der Empfindlichkeit“. In: Sprache im technischen Zeitalter. Nr. 104/1987. S. 308–319.
- Die Spur der Wahrheitsfindung. In: Freibeuter. Vierteljahreszeitschrift für Kultur und Politik. Redaktion: Klaus Wagenbach, Barbara Herzbruch, Thomas Schmid, Barbara Sichtermann, Heinrich von Berenberg. Verlag Klaus Wagenbach, Berlin, Heft 39, I. Quartal 1989, ISSN 0171-9289, S. 3.
- Laudatio zur Verleihung des Kulturpreises der Stadt Kiel an Wolfdietrich Schnurre. Gestorben am 9.6.1989. Rede gehalten in Kiel am 19.6.1989. In: Sprache im technischen Zeitalter. Hrsg. von Walter Höllerer, Norbert Miller. 27. Jg., Heft 112, Dezember 1989, S. 302–305.